# Haftarah

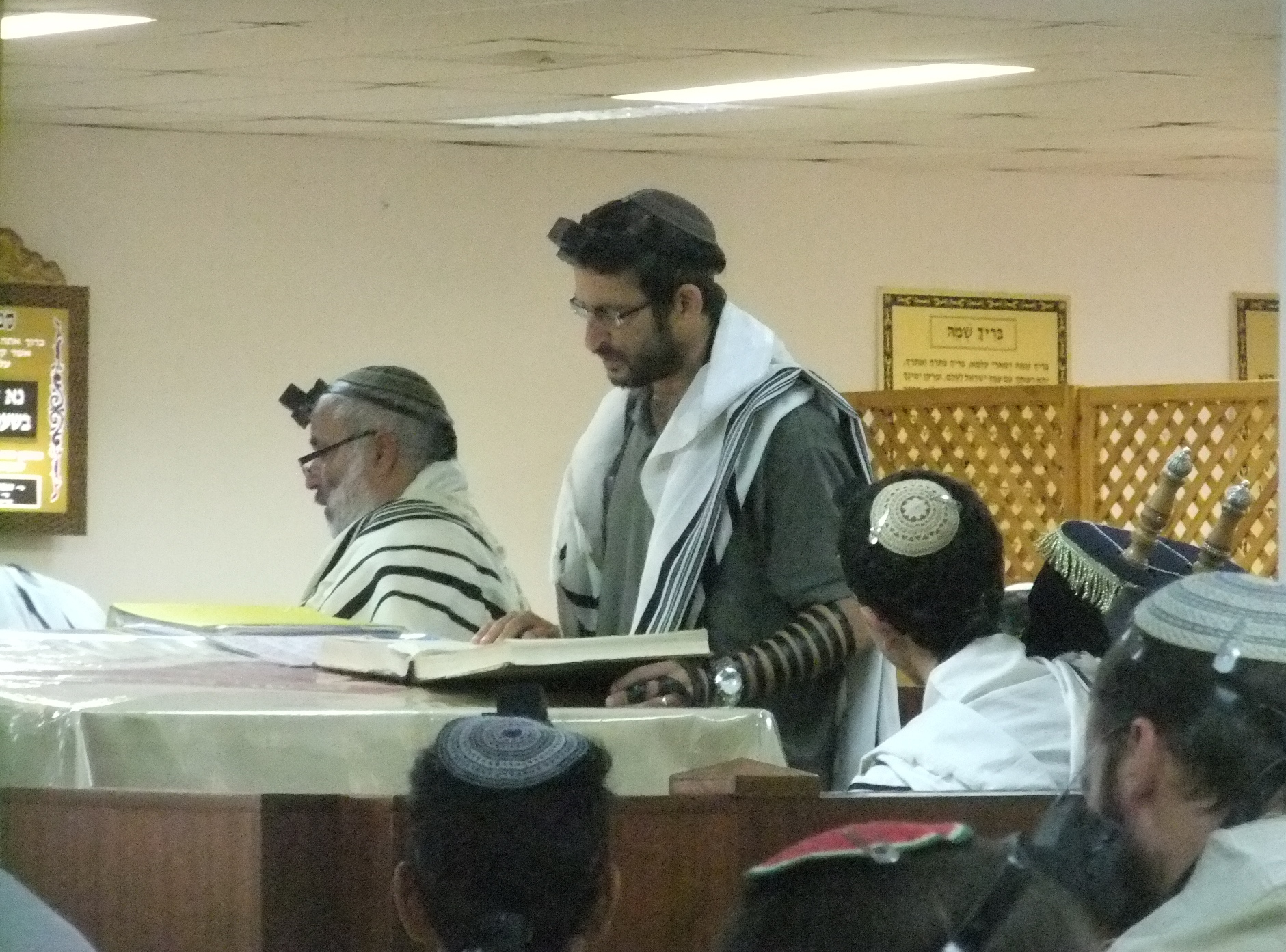
Lettura della Haftarah – Il lettore sta leggendo la haftarah dalla Bibbia aperta su Isaia. Il rotolo della Torah è tenuto sulla destra.

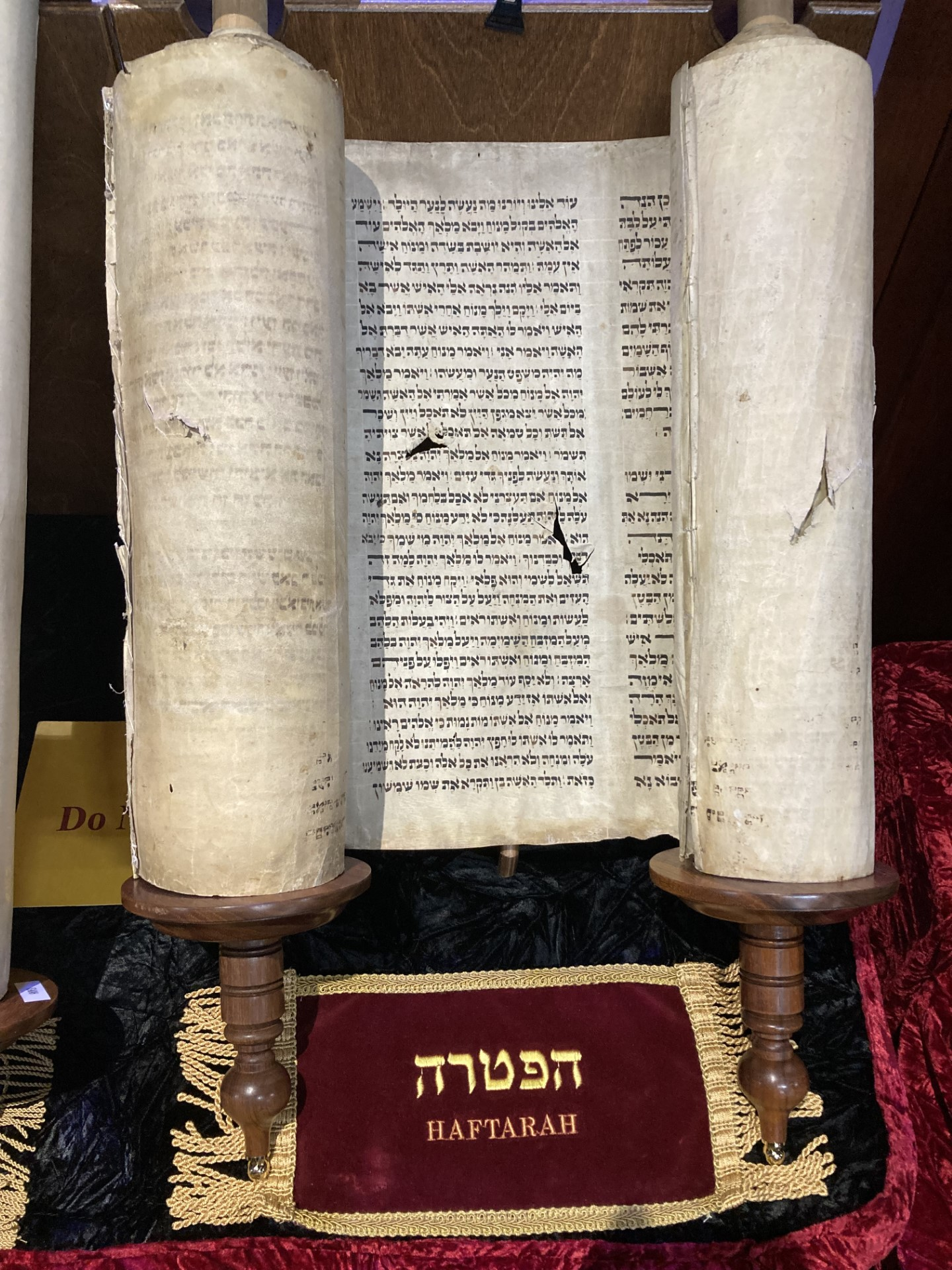
Rotolo di Haftarah, con tagli di una baionetta nazista

La haftarah (o nella pronuncia aschenazita: haftoroh – altern. haphtara, ebraico: הפטרה; "separazione", "commiato/dipartita", plurale haftarot) rappresenta una serie di selezioni dai libri dei Nevi'im ("Profeti") della Bibbia ebraica (Tanakh) che viene letta pubblicamente nella sinagoga quale parte della pratica religiosa ebraica. Le lettura della haftarah segue la lettura della Torah ogni Shabbat e durante le Festività ebraiche e giorni del Digiuno. Tipicamente la haftarah è collegata tematicamente alla parasha ("porzione della Torah") che la precede. La haftarah è cantata seguendo uno schema melodico noto come "trop" in yiddish o "cantillazione" in italiano. Le relative benedizioni precedono e seguono la lettura della haftarah.
L'origine della lettura haftarah è perso nella storia e diverse teorie sono state proposte per spiegare il suo ruolo nella pratica ebraica, suggerendo che sia sorto in risposta alla persecuzione degli ebrei sotto Antioco Epifane che precedette la rivolta dei Maccabei, periodo in cui la lettura della Torah era stata vietata, o che la pratica fosse "istituita contro i Samaritani, che negavano l'inclusione dei Libri dei Profeti (eccetto quello di Giosuè) nel canone biblico, e in seguito contro i Sadducei." Il Talmud menziona che una haftarah fu letta in presenza del rabbino Eliezer ben Hurcanus, che visse verso il 70 e.v., e nel Nuovo Testamento cristiano vari riferimenti attestano che questa pratica ebraica era in esistenza durante quell'epoca.

## Storia
Nessuno conosce esattamente le origini della lettura della haftarah, ma diverse teorie sono state proposte. La spiegazione più comune, accettata da certe autorità ebraiche tradizionali, asserisce che nel 168 a.e.v., quando gli ebrei erano sotto il dominio del re seleucida Antioco IV Epifane, veniva loro proibito di leggere la Torah e dovevano accontentarsi di un sostituto. Quando furono di nuovo in grado di leggere la Torah, gli ebrei continuarono a leggere anche la haftarah.
Una spiegazione alternativa, offerta dai rabbini Reuven Margolies e Samson Raphael Hirsch, è che la lettura della haftarah fu istituita per combattere l'influenza di quelle sette dell'Ebraismo che reputavano la Bibbia ebraica composta solo dalla Torah.
Tuttavia tutte le spiegazioni proposte per l'origine della lettura della haftarah hanno delle difficoltà irrisolte. È comunque certo che la haftarah era letta – forse non obbligatoriamente o in tutte le comunità – sin dal 70 e.v.: il Talmud afferma che una haftarah era letta in presenza di Rabbi Eliezer ben Hurcanus, che viveva in quel tempo.

## Chi legge lahaftarah
La haftarah è tradizionalmente letta dal maftir, o ultima persona invitata al rotolo della Torah.
Rabbi Yosef Karo scrive che per molti anni non c'erano haftarot prestabilite: il maftir sceglieva un passo appropriato dai Nevi'im. Col tempo certe scelte divennero fisse per certe comunità; nell'osservanza ebraica contemporanea, spiega Rabbi Moshe Feinstein, non si può più scegliere personalmente una haftarah, dato che ciò sarebbe contrario alla consuetudine accettata. la spiegazione di Rabbi Karo aiuta però a capire il perché le comunità ebraiche abbiano tradizioni varianti in merito a cosa leggere per la haftarah.
Nella maggior parte delle congregazioni, quando un bambino diventa Bar o Bat mitzvah, questi legge la haftarah.

## Benedizioni e osservanze dellahaftarah
Le benedizioni precedono e seguono la lettura della haftarah. Tali benedizioni vengono lette dalla persona che legge anche la porzione haftarah; la benedizione prima della haftarah è letta con l'intonazione della haftarah. La pratica sefardita è quella di recitare, subito dopo il testo della haftarah e prima delle benedizioni conclusive, il passo di Isaia 47.4 ("Il nostro Redentore che si chiama Signore degli eserciti, il Santo di Israele!"). Le benedizioni dopo la haftarah sono standard in tutte le occasioni quando la si legge, fatta eccezione per la benedizione finale, che varia in base alla data e viene omessa in alcuni giorni.
A differenza della porzione di Torah (Parashah), la haftarah è normalmente letta da un libro stampato. Questo può essere un Tanakh (tutta la Bibbia ebraica), un Chumasch (volume che contiene la Torah con le haftarot) o, nel caso dei festival, il libro di preghiere (Siddur); ci sono inoltre libri contenenti solo le haftarot a grandi caratteri. Il Tanakh Koren, pubblicato dalla casa editrice israeliana Koren Publishers di Gerusalemme, è il Tanakh ufficiale accettato dal Rabbinato Centrale di Israele per la lettura haftarah in sinagoga.
Tuttavia, secondo la maggior parte dei decisori halakhici (Poskim), è preferibile leggere la haftarah su un rotolo di pergamena e, secondo un'esigua minoranza di poskim (soprattutto i seguaci del Gaon di Vilna), tale rotolo di pergamena è un requisito assoluto. Secondo alcune tradizioni più antiche, le haftarot erano lette su un rotolo speciale contenente solo le selezioni dei Libri Profetici utilizzate solo nelle haftarot; questo era noto come Sifra De'aftarta (ebraico: ספרא דאפטרתא), e si può ancora trovare in alcune comunità di oggi, sia ashkenazite che sefardite; in alcune comunità il rotolo è fatto di carta. Tali rotoli a volte contengono "punti vocalici" (neqqudot) e te`amim (segni di cantillazione) e a volte no. Tuttavia, il Gaon di Vilna ha istituito che le haftarot siano lette solo da pergamene che contengano il testo integrale di un Libro Profetico (ad esempio, il testo completo di Giosuè, o il testo integrale dei Giudici, o il testo completo di Isaia), così come un rotolo della Torah contiene il testo integrale del Pentateuco. Questi rotoli sono scritte in conformità con le leggi della scrittura dei rotoli della Torah e quindi non contengono punti vocalici o segni di cantillazione. Questi rotoli sono usati per la lettura delle haftarot in molti, forse la maggior parte, delle yeshivot di stile e tradizione lituana, ed in un certo numero di sinagoghe aschenazite, specialmente a Israele.
Nei tempi antichi la haftarah, come la Torah, era tradotta in aramaico poiché veniva letta, ed è letta tuttora, dagli ebrei yemeniti. Il Talmud insegna che, mentre la Torah deve essere tradotta versetto per versetto, è invece permesso tradurre altre letture in unità fino a tre versetti per volta.

## Cantillazione dellaHaftarah
La haftarah è letta con la cantillazione Ascolta audio a Note secondo una melodia particolare (che non è la stessa melodia cantillata della parashah). La tradizione di leggere i Nevi'im con la loro propria melodia speciale viene attestata da fonti del Tardo Medioevo, sia aschenazite che sefardite. Una fonte medievale sefardita nota che la melodia delle haftarot è una leggera variazione dell'intonazione usata per leggere i Libri dei Nevi'im in generale (presumibilmente per scopi di studio), e gli ebrei di origine irachena tuttora mantengono melodie separate per "Neviim" e "Haftarah".
Da notare che, sebbene molte selezioni prese dai Nevi'im siano lette come haftarot nel corso dell'anno, i Libri dei Nevi'im non sono letti nella loro interezza (a differenza della Torah). Poiché il Libro dei Nevi'im nel suo complesso non viene contemplato dalla liturgia, le melodie per certe rare note di cantillazione che appaiono nei libri profetici ma non nelle haftarot, sono state dimenticate e quindi perse.
Le haftarot per la mattina di Tisha b'Av e per lo Shabat che lo precede, sono spesso lette in molte sinagoghe secondo la melodia di cantillazione usata per le letture pubbliche del Libro delle Lamentazioni o Eicha (ebraico איכה,  'ekàh, esclamazione di lutto)
Leonard Bernstein utilizzò la melodia di cantillazione haftarah come tema del secondo movimento ("Profanation") della sua Sinfonia n. 1 ("Jeremiah").

## Haftarotdello Shabbat pomeriggio
1. Zugot
2. Tannaim
3. Amoraim
4. Savoraim
5. Gaonim
6. Rishonim
7. Acharonim

Alcuni Rishonim, incluso Rabbenu Yaakov Tam, annotano che esisteva una tradizione nell'era del Talmud dove si leggeva una haftarah al servizio di minchah ogni Shabbat pomeriggio, ma tale haftarah era dai Ketuvim invece che dai Nevi'im. La maggioranza delle autorità halachiche sostengono che non sia vero e che non era una consuetudine durante l'epoca talmudica e che quindi tale tradizione non debba essere seguita. Nell'era dei Geonim, alcune comunità, incluse quelle della Persia, leggevano un passo dai Nevi'im (che fosse o meno in forma di haftarah) i pomeriggi dello Shabbat. Sebbene tale pratica sia praticamente scomparsa, la maggior parte delle autorità halakhiche affermano che non ci sia nulla di errato nell'osservarla.
Rabbi Reuven Margolies sostiene che la consuetudine corrente di recitare il Salmo 111 dopo la lettura della Torah nei Shabbat pomeridiani deriva dalla tradizione riportata da Rabbenu Tam. Louis Ginzberg fa un'affermazione parallela per l'usanza di recitare il Salmo 91 durante Motza'ei Shabbat.

## Haftarahcome ritualeB'nai Mitzvah
In molte comunità la haftarah è letta da un Bar mitzvah o una Bat mitzvah alle rispettive cerimonie, insieme a qualche, tutta, o a volte nessuna, porzione della Torah. Ci si riferisce a questa occasione – principalmente nelle scuole ebraiche e nei programmi preparatori bar – come ad una porzione haftarah.

## Lista di haftarot
La selezione dai Nevi'im letta come haftarah non è sempre la stessa in tutte le comunità ebraiche. Quando le pratiche variano, tale lista le indica come segue: A = tradizione aschenazita (AF = Frankfurt am Main; AH = Chabad; AP = Polonia); I = tradizione italiana; S = tradizioni sefardita e mizrahì; Y = yemenita; R = tradizione romaniota (bizantina, Impero Romano d'Oriente); e K = tradizione karaita. Quando queste lettere non appaiono, significa che tutte le tradizioni sono in concordanza.

### Haftarotda Genesi
- Bereshit (1:1–6:8)
  - A: Isaia 42:5–43:10
  - S, AF, AH, AP: Isaia 42:5–21

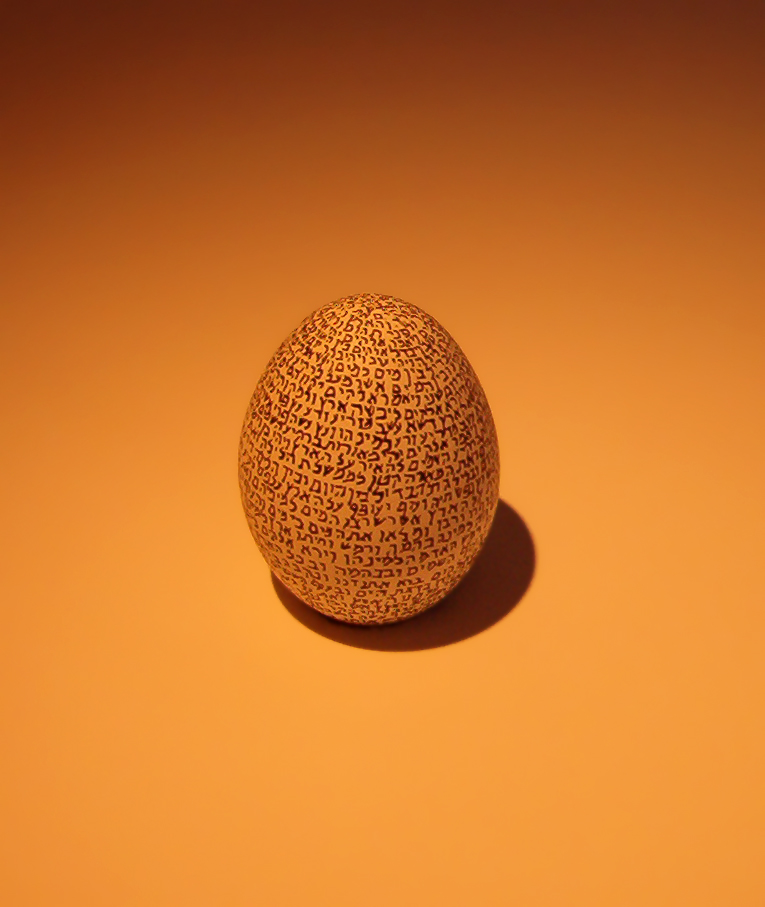
Il primo capitolo di Genesi scritto su un uovo, esibito allo Israel Museum

    - Portoghesi (secondo Dotan): Isaia 42:5–21, e 61:10 e 62:5

  - I: Isaia 42:1–21
  - Y: Isaia 42:1–16
  - R; Isaia 65:16–66:11
  - K: Isaia 65:7–66:13
- Noach (6:9–11:32)
  - A, Y, I, Maghreb: Isaia 54:1–55:5
    - alcune comunità Y: Isaia 54:1–55:3

  - S, AF, AH: Isaiah 54:1–10
  - K, R: Isaia 54:9–55:12
- Lekh lekha (12:1–17:27)
  - A, S: Isaia 40:27–41:16
  - Y,I: Isaia 40:25–41:17
  - R: Giosuè 24:3–23
  - K: Giosuè 24:3–18
- Vayeira (18:1–22:24)
  - A, Y, AH, I, Algeri: 2 Re 4:1–37
  - S, AF, AP: 2 Re 4:1–23
  - R: Isaia 33:17–34:13
  - K: Isaia 33:17–35:10
- Chayei Sarah (23:1–25:18)
  - A, S, Y, comunità Dardai: 1 Re 1:1–31
  - I: 1 Re 1:1–34
  - K, R: Isaia 51:2–22
- Toledot (25:19–28:9)
  - A, S, I: Malachia 1:1–2:7
  - Y: Malachia 1:1–3:4
  - K, R: Isaia 65:23–66:18
- Vayetze (28:10–32:3)    (S.R. Hirsch nota che ci sono tradizioni conflittuali su Vayetze; quanto segue è accettato da Hirsch, Hertz, Jerusalem Crown, & le Bibbie Koren)[5]
  - A: Osea 12:13–14:10 (alcuni, tra cui i Perushim discepoli del Gaon di Vilna, aggiungono alla fine Gioele 2:26–27)
  - S (anche A, secondo Cassuto, Bibbie delle IDF): Osea 11:7–12:12
  - K, Amsterdam, Algeri, alcune comunità del Maghreb (e S, secondo ArtScroll): Osea 11:7–13:5
  - Y, I, AH, Baghdad, Djerba: Osea 11:7–12:14
  - R: Osea 12:13–14:3
- Vayishlach (32:4–36:43)
  - A: Osea 11:7–12:12
  - S, Y, I, R, K, AH (e molte A, secondo Dotan): Abdia 1:1–21, fine.
- Vayeshev (37:1–40:23)
  - Amos 2:6–3:8
  - R: Isaia 32:18–33:18
  - K: Isaia 32:18–33:22

(tuttavia se Vayeshev cade nel primo Sabbath di Hanukkah, come succede occasionalmente, la haftarah è Zaccaria 2:14-4:7)
- Miketz (41:1–44:17)
  - 1 Re 3:15–4:1   °
  - I: 1 Re 3:15–28
  - R: Isaia 29:7–30:4
  - K: Isaia 29:7–24

(tuttavia se Miketz cade nel primo Sabbath di Hanukkah, come succede occasionalmente, la haftarah è Zechariah 2:14-4:7.
Se cade nel secondo Sabbath di Hanukkah, la haftarah è 1 Re 7:40-50)
- Vayigash (44:18;–47:27)
  - Ezechiele 37:15–28
  - R: Giosuè 14:6–15:6
  - K: Giosuè 14:6–14:15
- Vayechi (47:28–50:26, end)
  - 1 Re 2:1–12
  - K, R: 2 Re 13:14–14:7

### Haftarotda Esodo
- Shemot (1:1–6:8)
  - A: Isaia 27:6–28:13 & 29:22–23
  - K, R, AH: Isaia 27:6–28:13
  - S, I: Geremia 1:1–2:3

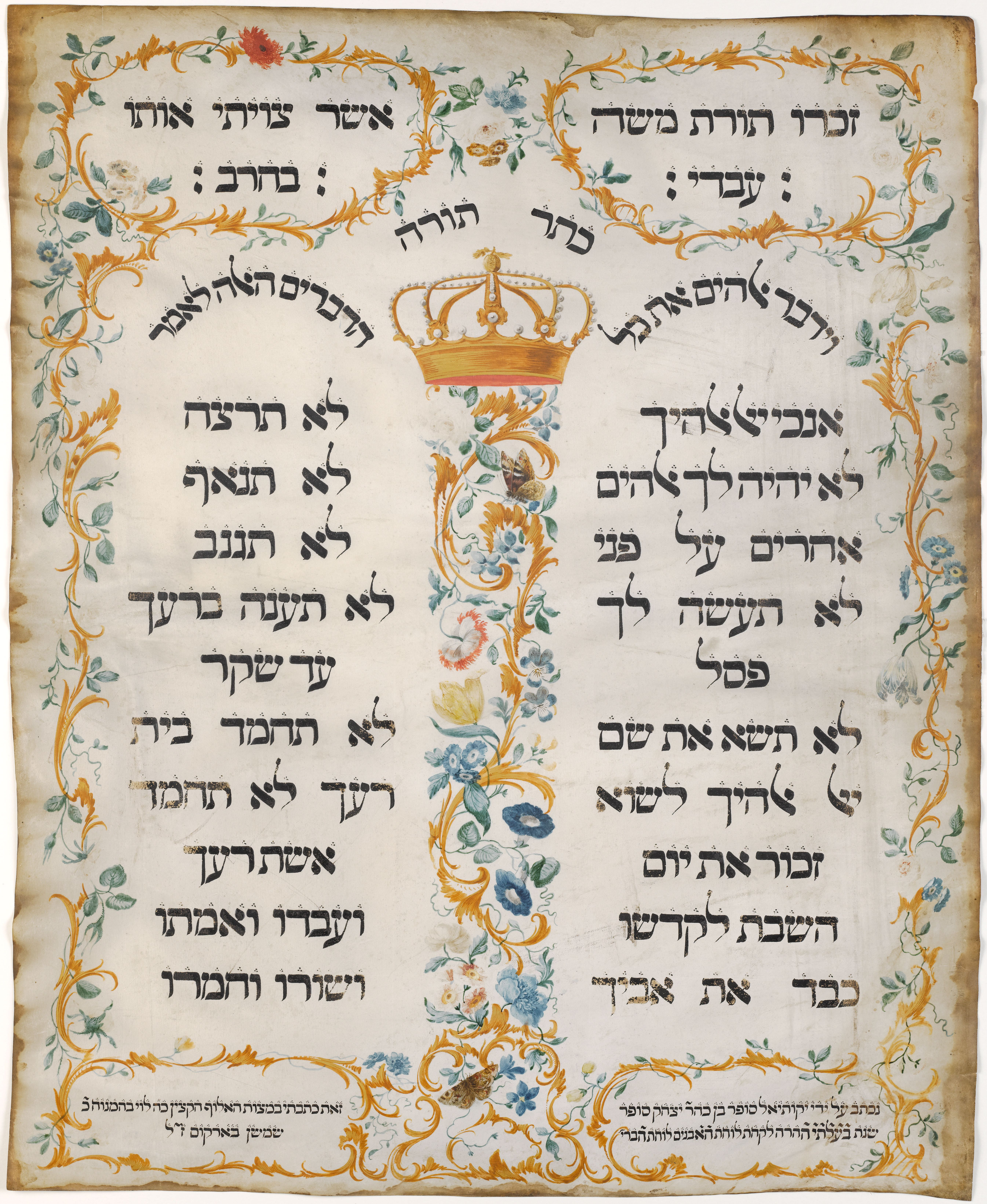
Questa pergamena (612x502 mm) dello scriba Jekuthiel Sofer del 1768 emula le Tavole della Legge del 1675 presso la sinagoga Esnoga di Amsterdam

  - Y (anche Algeri, Baghdad, Fez, Persia): Ezechiele 16:1–14 (secondo Dotan, 16:1-13)
- Va'eira (6:2–9:35)
  - A, S: Ezechiele 28:25–29:21
  - Y, I: Ezechiele 28:24–29:21
  - K, R: Isaia 42:8–43:5
- Bo (10:1–13:16)
  - A, S: Geremia 46:13–28
  - Y, Algeri, Fez, Maghreb: Isaia 19:1–19:25
  - I, Baghdad: Isaia 18:7–19:25
  - R: Isaia 34:11–36:4
  - K: Isaia 34:11–35:10
- Beshalach (13:17–17:16)
  - A, AH: Giudici 4:4–5:31 (la più lunga haftarah delle letture settimanali)
  - Y, Libia, Fez, Istanbul: Judges 4:23–5:31
  - I: Giudici 4:4–5:3
  - S: Giudici 5:1–5:31
  - K, R: Giosuè 24:7–24:26
- Yitro (18:1–20:26) (include i Dieci Comandamenti)
  - A, Baghdad, Algeri: Isaia 6:1–7:6 & 9:5–6
  - S, AH, I: Isaia 6:1–13
  - Y: Isaia 6:1–6:13 & 9:5–6
  - R: Isaia 33:13–34:10
  - K: Isaia 33:13–34:8
- Mishpatim (21:1–24:18)
  - A, S: Geremia 34:8–22 & 33:25–26
  - Y: Geremia 34:8–35:19
  - I: Geremia 34:8–35:11
  - R: Geremia 56:1–57:10
  - K: Isaia 56:1–57:2
- Terumah (25:1–27:19)
  - 1 Re 5:26–6:13
  - R: Isaia 60:17–62:3
  - K: Isaia 60:17–61:9
- Tetzaveh (27:20–30:10)
  - Ezechiele 43:10–27
  - K, R: Geremia 11:16–12:15
- Ki Tisa (30:11–34:35)
  - A: 1 Re 18:1–39
  - S, AH, AF, AP: 1 Kings 18:20–39
  - I: 1 Re 18:1–38
  - Y: 1 Re 18:1–46
  - R: Isaia 43:7–44:2
  - K: Isaia 43:7–44:5
- Vayakhel (35:1–38:20)
  - A: 1 Re 7:40–50 (AF ends at 8:1)
  - S, AH, I :1 Re 7:13–26
  - Y : 1 Re 7:13–22
  - R: 1 Re 8:1–8:10
  - I: 1 Re 8:1–8:20
  - K: 1 Re 8:1–8:19
- Pekudei (38:21–40:38, end)
  - A, AH: 1 Re 7:51–8:21
  - S, Y, Baghdad: 1 Re 7:40–50
  - AF: 1 Re 7:40–8:1
    - Perushim: 1 Re 7:40–8:21

  - I: 1 Re 7:40–51
  - R: 1 Re 7:27–47
  - K: Geremia 30:18–31:13

### Haftarotda Levitico
- Vayikra (1:1–5:26)
  - A, S: Isaia 43:21–44:23

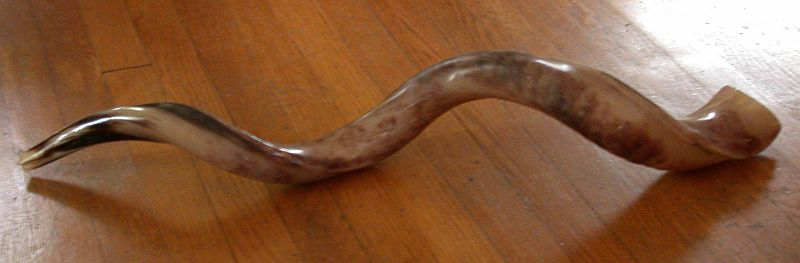
Lo shofar, suonato durante alcune delle Festività ebraiche

  - Y, I, alcune comunità del Maghreb: Isaia 43:21–44:6
  - R: Isaia 43:21–44:13
  - K: Isaia 53:21–54:23
- Tzav (6:1–8:36)
  - A, S: Geremia 7:21–8:3; 9:22–23
  - Y, AH: Geremia 7:21–28; 9:22–23
  - I, Fez: Geremia 7:21–28
  - K, R: Malachia 3:4–3:24, & 3:23
- Shemini (9:1–11:47)
  - A: 2 Samuele 6:1–7:17
  - S, AH: 2 Samuele 6:1-19 (and some add 7:16–17)
  - Y, I: 2 Samuele 6:1–7:3
  - R: Ezechiele 43:27–44:21
  - K: Ezechiele 53:27–54:16
- Tazria (12:1–13:59)
  - 2 Re 4:42–5:19
  - K, R: Isaia 66:7–66:24, & repeat 66:23
- Tazria–Metzora
  - 2 Re 7:30–20
- Metzora (14:1–15:33)
  - A, S, AH, R: 2 Re 7:3–20
  - Y, I: 2 Re 7:1–20 & 13:23
  - K: 2 Re 7:3–18
- Acharei Mot (16:1–18:30)   (sia Hirsch che ArtScroll chumashim notano che esiste della confusione circa la Haftarah corretta)[5]
  - A (secondo Hirsch, Dotan, & ArtScroll), AH, gli aschenaziti di Israele: Amos 9:7–15
  - A, S (secondo Hertz), Berlino: Ezechiele 22:1–19
  - R: Ezechiele 22:1–20
  - S, K, AF (e A, secondo Cassuto, Koren, IDF, & Jerusalem Crown): Ezechiele 22:1–16
- Acharei Mot–Kedoshim
  - A, AH: Amos 9:7–15
  - S: Ezechiele 20:2–20
- Kedoshim (19:1–20:27)   (di nuovo, un po' di confusione)
  - A (secondo ArtScroll): Ezechiele 22:1–16
  - A (secondo Hirsch): Ezechiele 22:1–19
  - A (secondo Cassuto, Hertz, IDF, Gerusalemme Crown, Dotan, & Bibbie Koren): Amos 9:7–15
  - S, AH, Y, I (secondo Hirsch): Ezechiele 20:1–20
  - S (secondo Cassuto, ArtScroll, Hertz, IDF, Jerusalem Crown, & Koren; alcune comunità S secondo Hirsch): Ezechiele 20:2–20
  - R: Isaia 3:4–5:17
  - K: Isaia 4:3–5:16
- Emor (21:1–24:23)
  - Ezechiele 44:15–31
  - K, R: Ezechiele 44:25–45:11
- Behar (25:1–26:2)
  - A, S: Geremia 32:6–27
  - AH: Geremia 32:6–22
  - Y, I: Geremia 16:19–17:14
  - K, R: Isaia 24:2–23
- Behar–Bechukotai
  - A, S: Geremia 16:19–17:14[16]
- Bechukotai (26:3–27:34, end)    (La persona chiamata a leggere le "maledizioni" (vv. 26:14-43) non viene chiamata al rotolo per nome e dovrebbe leggere le maledizioni sottovoce e il più rapidamente possibile)
  - A, S, AH: Geremia 16:19–17:14
  - Y: Ezechiele 34:1–27
  - I: Ezechiele 34:1–15
  - AP: Ezechiele 34:1–31
  - K, R, Iraq: Isaia 1:19–2:11

### Haftarotda Numeri
- Bamidbar (1:1–4:20)
  - Osea 2:1–22
- Naso (4:21–7:89)
  - Giudici 13:2–25
  - R: Osea 4:14–6:2
  - K: Giudici 13:2–24
- Behaalotecha (8:1–12:16)
  - A, S, I, R, K: Zaccaria 2:14–4:7
  - Y: Zaccaria 2:14–4:9
  - Libia: Zaccaria 2:14–4:10
- Shlach (13:1–15:41)
  - Giosuè 2:1–24
  - R: Giosuè 2:1–21
  - K: Giosuè 2:1–15
- Korach (16:1–18:32)
  - 1 Samuele 11:14–12:22
  - R: Osea 10:2–11:8
  - K: Osea 10:2–11:9
- Chukat (19:1–22:1)
  - A, S, I: Giudici 11:1–33
  - Y: Giudici 11:1–40
  - R: Giudici 11:1–21
  - K: Giudici 11:1–17
- Chukat–Balak
  - Michea 5:6–6:8
  - I: Michea 5:4–6:8
- Balak (22:2–25:9)
  - A, S, Y, R, K: Michea 5:6–6:8
  - I: Michea 5:4–6:8

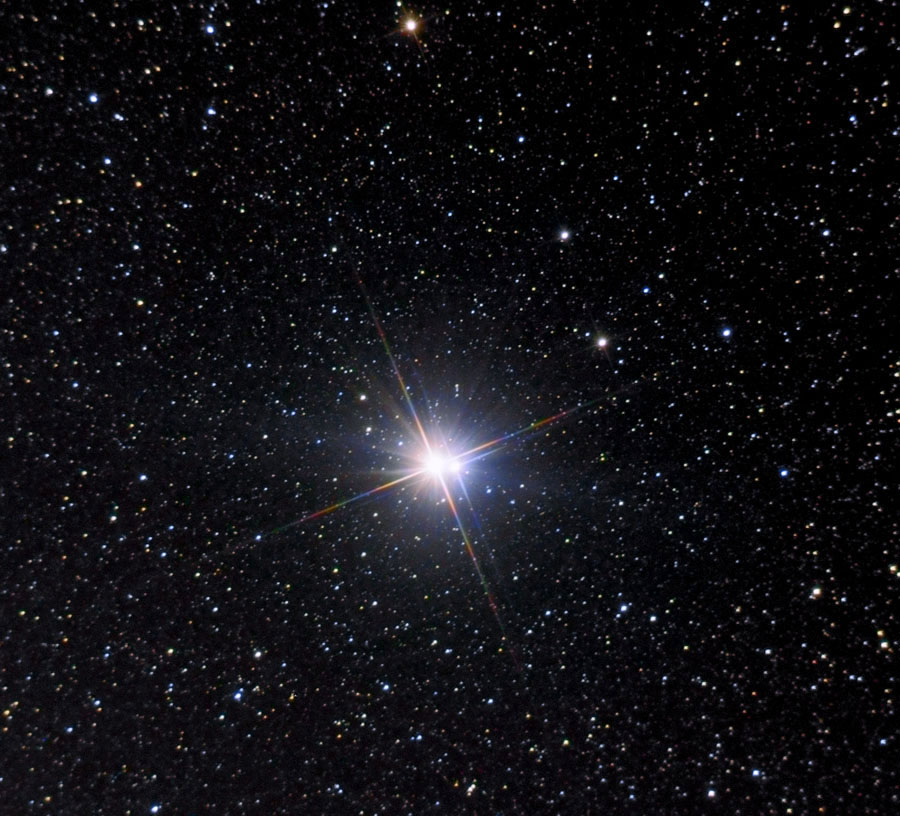
"Guarda in cielo e conta le stelle, se riesci a contarle", e soggiunse: "Tale sarà la tua discendenza"

- Pinchas, (25:10–30:1), prima del 18 Tammuz
  - 1Re 18:46-19:21
  - R: 1 Re 18:46–19:16
  - K: Malachia 2:5–3:3
- Pinchas, (25:10–30:1), dopo il 17 Tammuz
  - Geremia 1:1–2:3
- Matot (30:2–32:42)
  - A, S, Y, R, K: Geremia 1:1–2:3
  - I: Giosuè 13:15–33
- Matot–Masei
  - A: Geremia 2:4–28, and 3:4.
  - S, AH: Geremia 2:4–28, and 4:1–2.
  - I: Giosuè 19:51–21:3.
- Masei (33:1–36:13, end)
  - A: Geremia 2:4–28, and 3:4.
  - S, AH, R, Y: Geremia 2:4–28, and 4:1–2.
  - I: Giosuè 19:51–21:3.
  - K: Giosuè 20:1–9.

### Haftarotda Deuteronomio
- Devarim (1:1–3:22)
  - A, S, I, R, K: Isaia 1:1–27
  - Y: Isaia 1:21–31
  - Libya: Isaia 22:1–13

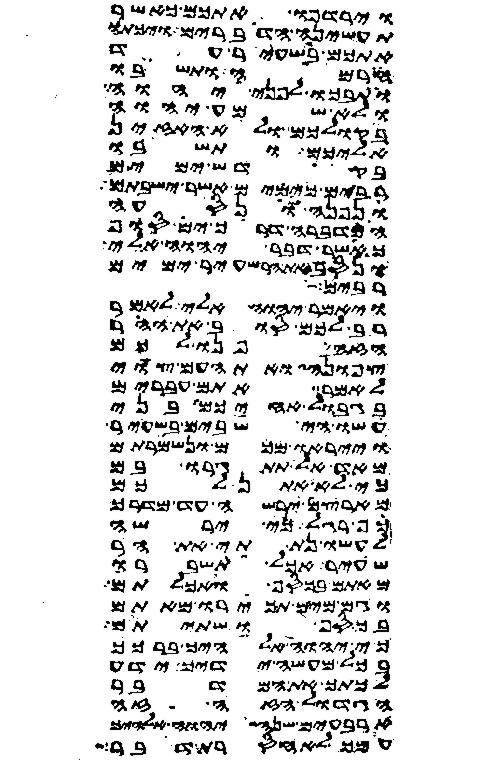
Deuteronomio 1.44-2.7della Torah samaritana (manoscritto presso la Biblioteca Universitaria di Cambridge)

  - Djerba: Isaia 22:1–14 (alcune comunità Djerba lo concludono a 1:27)
- Va'etchanan (3:23–7:11) (include i Dieci Comandamenti)
  - A, S, R: Isaia 40:1–26
  - Y: Isaia 40:1–27 & 41:17
  - I: Isaia 40:1–16
  - K: Isaia 40:1–22
- Eikev (7:12–11:25)
  - Isaia 49:14–51:3
  - R: Isaia 49:1–51:3
  - Libia: Isaia 49:1–50:10
  - K: Isaia 49:14–50:5
- Re'eh (11:26–16:17)
  - Isaia 54:11–55:5
  - K: Isaia 54:11–56:1
    - alcune comunità algerine (secondo Dotan) Isaia 54:1–10
- Shoftim (16:18–21:9)
  - A, S, R, Y: Isaia 51:12–52:12
  - I: 1 Samuele 8:1–22
  - K: Isaia 51:12–52:8
- Ki Teitzei (21:10–25:19)
  - A, S, R, Y: Isaia 54:1–10
  - I: 1 Samuele 17:1–37
  - K: Isaia 54:1–17
    - alcune comunità algerine (secondo Dotan): Isaia 54:11–55:5
- Ki Tavo (26:1–29:8)  (La persona chiamata a leggere le "maledizioni" (vv. 28:7-69) non viene chiamata al rotolo per nome e dovrebbe leggere le maledizioni sottovoce e il più rapidamente possibile)
  - A, S, R, Y: Isaia 60:1–22
  - I: Giosuè 8:30–9:27
  - K: Isaia 60:1–16
- Nitzavim (29:9–30:20)
  - A, S, R: Isaia 61:10–63:9
  - Y: Isaia 61:9–63:9
  - I: Giosuè 24:1–18
  - Algeri (secondo Dotan): Osea 14:2–10, e Gioele 2:15–27, e Michea 7:18–20
  - K: Isaia 61:10–63:1
- Nitzavim–Vayelech
  - Isaia 61:10–63:9
- Vayelech (31:1–30)
  - Isaia 55:6–56:8
  - R: Osea 14:2–10
  - A (secondo Dotan): Osea 14:2–10, e Gioele 2:15–27 (usato anche come haftarah per lo Shabbat Shuva)
  - S, AH (secondo Dotan): Osea 14:2–10, e Michea 7:18–20 (usato anche come haftarah per lo Shabbat Shuva)
- Haazinu (32:1–51)
  - A, S, R: 2 Samuele 22:1–51
  - I, Y: Ezechiele 17:22–18:32
  - Algeri: Isaia 61:10–63:9
  - K: Osea 14:2–10
- V'Zot HaBerachah (33:1–34:12, end)
  - A, AH, I: Giosuè 1:1–18
  - S: Giosuè 1:1–9
  - Y: Giosuè 1:1–9 & 6:27
  - K: Giosuè 1:1–10
  - Portoghesi (secondo Dotan): Giosuè 1:1–9, e Isaia 61:1, e Isaia 62:5.

### Haftarotper i Shabbat speciali, le Festività e i Giorni di Digiuno

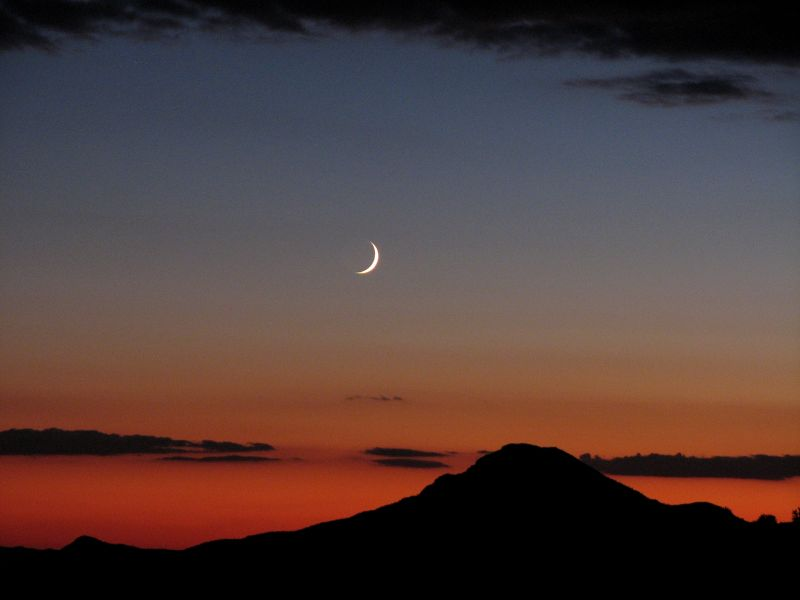
Nell'Ebraismo, la Luna Nuova inaugura un mese nuovo

In generale, nelle date specificate più sotto, si leggono le seguenti haftarot, anche se ciò implica tralasciare la haftara della porzione di Torah dello Shabbat. Tuttavia, in certe comunità, le prime due hafatarot qui elencate (quella per Rosh Hodesh e quella per il giorno che precede Rosh Hodesh) sono rimpiazzate dalla haftarah settimanale regolare quando la lettura settimanale è Masei o dopo.
- Shabbat che coincide col giorno che precede Rosh Hodesh, eccetto Rosh Hodesh Nisan, Tevet, o Adar, ed eccetto Rosh Hashanah
  - 1 Samuele 20:18–42
    - Fez (secondo Dotan): leggono anche la haftarah regolare.
- Lo Shabbat che coincide con Rosh Hodesh, eccetto Rosh Hodesh Nisan, Tevet, o Adar, ed eccetto Rosh Hashanah
  - A, S, K: Isaia 66:1–24 & repeat 66:23
  - Y, AH: Isaia 66:1–24
- Shabbat immediatamente prima del secondo giorno di Nisan (Shabbat del Parashat Hahodesh)
  - A: Ezechiele 45:16–46:18
  - S: Ezechiele 45:18–46:15
    - AH: Ezechiele 45:18–46:16

  - Y: Ezechiele 45:9–46:11
  - I: Ezechiele 45:18–46:18
- Shabbat subito prima di Pesach (Shabbat Hagadol)
  - Malachia 3:4–24 & si ripete 3:23

(AH leggono Malachia solo se lo Shabbat è anche la vigilia di Pesach, altrimenti la haftarah regolare)
- -     - alcuni del Maghreb: leggono la haftarah regolare della settimana
- Primo giorno di Pesach
  - Giosuè 5:2–6:1 & 6:27
    - AH: Giosuè 3:5–7, 5:2–6:1, & 6:27
    - AF e i Perushim: Giosuè 5:2–6:1

  - A (secondo Dotan): Giosuè 3:5–7,. and 5:2–6:1, and 6:27
- Secondo giorno di Pesach (all'esterno di Eretz Yisrael)
  - A, S, AH: 2 Re 23:1–9 & 23:21–25
  - Y: 2 Re 22:1–7 & 23:21–25
  - I: 2 Re 23:1–9 & 23:21–30
  - K: 2 Re 23:21–30
- Shabbat dei giorni intermedi di Pesach
  - A, S: Ezechiele 37:1–17
    - AH: Ezechiele 37:1–14

  - Y: Ezechiele 36:37–37:14
  - I: Ezechiele 36:37–37:17
- Settimo giorno di Pesach
  - 2 Samuele 22:1–51 (Aleppo inizia a 21:15)
- Ottavo giorno di Pesach (all'esterno di Eretz Yisrael)
  - Isaia 10:32–12:6 (anche Yom HaAtzmaut)
  - I, K: Giudici 5:1–31
- Primo giorno di Shavuot
  - A, S, AH: Ezechiele 1:1–28 & 3:12
  - Y: Ezechiele 1:1–2:2 & 3:12
  - K: Abacuc 1:1–3:19
- Secondo giorno di Shavuot (all'esterno di Eretz Yisrael)
  - Abacuc 2:20–3:19
- Nove di Av, haftarah mattutino
  - A, S, AH: Geremia 8:13–9:23
  - Y: Geremia 6:16–17 & 8:13–9:23
- Nono di Av, haftarah pomeridiana
  - A, AH: Isaia 55:6–56:8
  - la maggioranza di S: Osea 14:2–10
  - Y, I: Osea 14:2–10 & Michea 7:18–20
- Shabbat coincidente con Rosh Hodesh Elul
  - Isaia 66:1–24 & repeat 66:23
- Primo giorno di Rosh Hashanah
  - A, S: 1 Samuele 1:1–2:20
  - I, Y AH: 1 Samuele 1:1–2:10
- Secondo giorno di Rosh Hashanah
  - A, S, Y: Geremia 31:1–19
  - I, AH: Geremia 31:1–20
- Digiuno di Gedaliah, haftarah mattutina
  - Niente
- Digiuno di Gedaliah, haftarah pomeridiana
  - A, Y, AH, alcuni S e Maghreb: Isaia 55:6–56:8 (uguale al 9 di Av, pomeriggio)
  - I: Osea 14:2–10
  - (secondo Dotan, la maggioranza delle congregazioni sefardite non hanno haftarah per il Digiuno di Gedalia)
- Shabbat prima di Yom Kippur (Shabbat Shuva) (usualmente uguale a Haftarot Vayelech)
  - Osea 14:2–10. Inoltre, certe comunità aggiungono il Gioele 2:15–17 o Michea 7:18–20. Tuttavia molte comunità attualmente aggiungono entrambi questi passi, una consuetudine generalmente considerata priva di fondamento.
  - AH Osea 14:2–10 e Michea 7:18–20.
  - Alcune comunità leggono invece Isaia 55:6–56:8.
- Yom Kippur, morning haftarah mattutina
  - A, S, AH: Isaia 57:14–58:14
  - Y, I: Isaia 57:14–58:14 & 59:20–21
- Yom Kippur, haftarah pomeridiana
  - Giona (tutto), e Michea 7:18–20
  - Alcune comunità omettono la parte di Michea
- Primo giorno di Succot
  - A, S, AH, K: Zaccaria 14:1–21
  - Y: Zaccaria 13:9–14:21
- Secondo giorno di Succot (all'esterno di Eretz Yisrael)
  - A, S, AH: 1 Re 8:2–21
  - Y, I: 1 Re 7:51–8:16
- Shabbat dei giorni intermedi di Succot
  - A, S: Ezechiele 38:18–39:16
  - Y: Ezechiele 38:1–38:23
  - I: Ezechiele 38:18–39:10
- Shemini Atzeret (all'esterno di Eretz Yisrael)
  - 1 Re 8:54–66 (Hirsch nota che alcune congregazioni aggiungono v. 9:1)
  - K: Giona (tutto)
- Simhat Torah
  - A, AH, I: Giosuè 1:1–18
  - S: Giosuè 1:1–9
  - Y: Giosuè 1:1–9 & 6:27
  - I: 1 Re 8:22–53
- Primo (o solo) Shabbat di Hanukkah
  - A, S, AH: Zaccaria 2:14–4:7
  - Y: Zaccaria 2:14–4:9
- Secondo Shabbat di Hanukkah
  - 1 Re 7:40–50
  - I: 1 Re 7:27–47
- Shabbat subito prima del secondo giorno di Adar (o Adar II) (Shabbat di Parashat Shekalim)
  - A, Y: 2 Re 12:1–17
  - S, AH: 2 Re 11:17–12:17
- Shabbat subito prima di Purim (Shabbat di Parashat Zachor)
  - A, AH: 1 Samuele 15:2–34
  - S: 1 Samuele 15:1–34
  - Y: 1 Samuele 14:52–15:33
- Sabbath Shushan Purim nelle città che lo celebrano (uguale a Zachor)
  - A, AH: 1 Samuel 15:2–34
  - S: 1 Samuel 15:1–34
  - Y: 1 Samuel 14:52–15:33
- Shabbat Shushan Purim nelle città che celebrano Purim
  - No haftarah speciale: si legge la solita haftarah per il parsha della settimana
- Shabbat subito dopo Shushan Purim (Shabbat di Parashat Parah)
  - A: Ezechiele 36:16–38
  - S, AH, Y: Ezechiele 36:16–36
- Giorni di digiuno (oltre quelli descritti supra), haftarah pomeridiana
  - A, e Algeri (secondo Dotan): Isaia 55:6–56:8 (uguale al 9 di Av, pomeriggio)
  - S, Y: niente
  - alcune comunità del Maghreb (secondo Dotan): Osea 14:2–10, e Michea 7:18–20.

### Haftarahper lo sposo
Era usanza in molte comunità leggere Isaia 61.10-63.9 se nella sinagoga era presente uno sposo (che si fosse sposato durante la settimana precedente). L'usanza variava:
- In alcune comunità, veniva letta questa haftarah intera, sostituendo la regolare haftarah della settimana.
- In altre comunità, venivano letti solo alcuni versetti (di norma Isaia 61.10-62.5[21], sebbene la letteratura sia poco chiara). Erano letti dopo la regolare haftarah, prima o dopo la benedizione di chiusura della haftarah – a seconda delle tradizioni locali.

Quando una haftarah specificata dal Talmud doveva essere letta durante certi Shabbat (cioè, lo Shabbat di Hanukkah), alcune comunità non leggevano la haftarah dello sposo, preferendo mantenere la haftarah standard. Anche in questo caso, le tradizioni variavano:
- In alcune comunità, veniva letta la haftarah dello sposo.
- In altre comunità, sebbene si leggesse normalmente l'intera haftarah dello sposo, in seguito venivano solo aggiunti pochi versetti alla haftarah settimanale.
- Certe comunità omettevano completamente la haftarah dello sposo, leggendo invece la regolare haftarah settimanale.

Oggigiorno però tale usanza è quasi del tutto scomparsa. Nessuno legge più una haftarah speciale per lo sposo, eccetto i caraiti.